# 凯尔考村
凯尔考村（匈牙利語：Kerkafalva）是匈牙利佐洛州所辖的一个村，总面积18.50平方公里，总人口118，人口密度6.4人/平方公里（2010年1月1日）。